# Гнеушево (Урицкий район)
Гнеушево — деревня в Урицком районе Орловской области России.
Входит в состав Богдановского сельского поселения.

## География
Расположена юго-восточнее деревни Боёвка на правом берегу реки Цон.
В Гнеушево имеется одна улица — Высокая. Просёлочная дорога соединяет Гнеушево с посёлком Утинский.

## История
На территории деревни Гнеушево в XI—XIII веках существовало городище Снопково. Культурный слой — до 60 сантиметров, в котором обнаружена керамика гончарная древнерусская. В основании полукольцевого вала с южной стороны высотой до одного метра выявлены деревянные конструкции, заполненные глиной, которые интерпретируется как остатки укрепленной усадьбы.

## Население
| 2010 |
| ---- |
| 10   |